# Pamela Mann
Pamela Mann (1º luglio 1957) è un'ex attrice pornografica statunitense.

## Biografia
Inizia nell'industria del porno nel 1980, quando aveva 23 anni. Come attrice, ha lavorato per studi come Gourmet / GVC, Arrow / AFV, VCA Pictures, Intropics Video, Western Visuals, Hollywood, Filmco Releasing, X-travision, Arrow e Filmco Releasing. Nel 1985 ha vinto il premio AVN Award come migliore attrice di X Factor. Si è ritirata nel 1988, pochi anni dopo aver iniziato la sua carriera nel settore, essendo stata a malapena una protagonista, girando solo 20 film come attrice.
Altri lavori sono stati Eat at the Blue Fox, Once Upon a Secretary, Personal Touch, Taboo 3 - The Final Chapter, Ultra Starcuts 8, Ultra Retro Porn Stars Of o X-Rated Bloopers.

## Riconoscimenti
AVN Awards
- 1985 - Best Actress in The X-Factor[4]

## Filmografia
- Insatiable (1988)
- Star Cuts 57: Pamela Mann (1987)
- Bloody Wednesday (1985)
- The X Factor (1984)
- Taboo 3 - The Final Chapter (1984)
- Sex and the Cheerleaders (1983)
- Eat at the blue fox (1983)
- Fantasies Of Jennifer Faye (1980)